# To Russia with Love and Other Savage Amusements
To Russia with Love and Other Savage Amusements è un video del gruppo musicale Hard rock/Heavy metal tedesco Scorpions, registrato nel 1988. È stato pubblicato nel 1988 in versione VHS e la sua durata è di circa un'ora e 33 minuti.
Il video è stato girato a Leningrado, dove gli Scorpions si esibirono davanti a molte persone. Negli ultimi anni è stato fornito anche in versione DVD.
Su YouTube sono presenti video tratti dal VHS.

## Tracce
1. Blackout
2. Rhythm of Love
3. Holiday
4. Believe in Love
5. The Zoo
6. Walking on the Edge
7. Long Tall Sally
8. Don't Stop at the Top
9. Rock You Like a Hurricane
10. Media Overkill
11. Passion Rules the Game
12. We Let It Rock, You Let It Roll

## Formazione
- Klaus Meine: Voce
- Rudolf Schenker: chitarra
- Matthias Jabs: chitarra
- Francis Buchholz: basso
- Herman Rarebell: percussioni